# Opopomoz
Opopomoz è un film d'animazione italiano del 2003, diretto da Enzo D'Alò.

## Trama
Napoli: il piccolo Rocco è geloso per l'imminente nascita del fratellino Francesco (Franceschiello), prevista per il giorno di Natale. Sua Profondità, il malvagio capo dei diavoletti, decide di approfittare dei sentimenti di Rocco per impedire la nascita di Gesù e invia tre suoi emissari, i buffi e comici diavoletti Farfaricchio, Scarapino e Astarotte. I tre diavoli fanno credere all'ingenuo Rocco che impedire la nascita di Gesù Bambino impedirà anche quella di Francesco (Franceschiello) e fanno in modo che il bambino entri nel presepe per impedire a Giuseppe e Maria di arrivare a Betlemme. La parola magica che Rocco deve pronunciare per poter entrare nel presepe è "opopomoz". Viene però inseguito dalla cuginetta piccola, Sara, la quale fa capire a Rocco che Satana lo sta usando. L'intervento della cugina e di alcuni personaggi permettono a Rocco di capire il suo errore, ma entra nuovamente in scena Satana che ipnotizza Rocco e Sara facendo in modo che la missione continui. Vengono però salvati da una canzoncina per cacciare Sua Profondità e così facendo viene salvato quindi il Natale.

## Distribuzione
Il film è stato distribuito il 5 dicembre 2003 da Mikado Film.